# Iglesia del Dulce Nombre de Jesús (Villanueva de Córdoba)

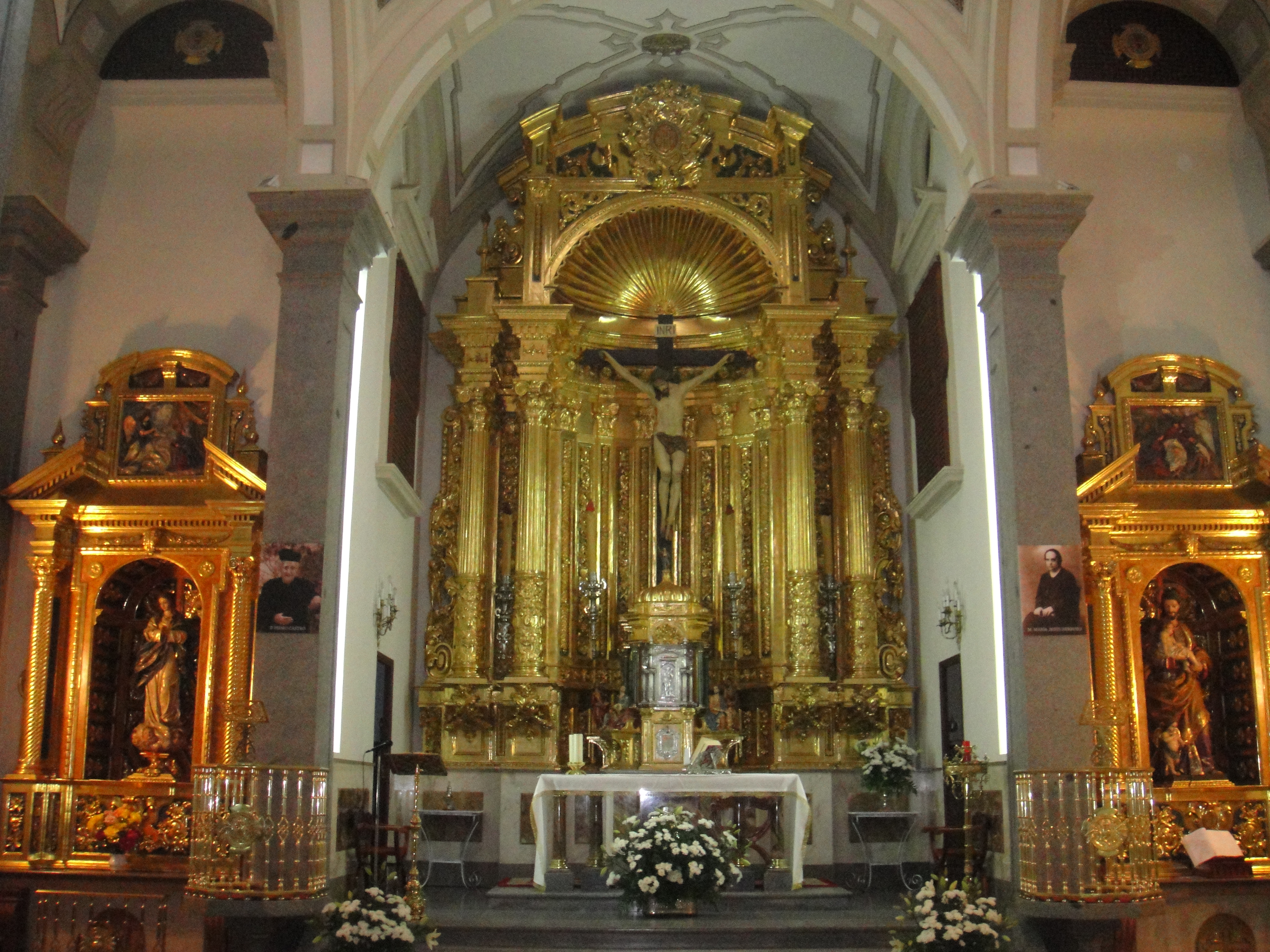
Vista general del interior de la iglesia de las Obreras.

La iglesia del Dulce Nombre de Jesús es un templo católico situado en el centro de la localidad de Villanueva de Córdoba, en la provincia de Córdoba (España). 
Fue construida a mediados del siglo XX, y la impulsora de su construcción fue María Jesús Herruzo Martos, natural de Villanueva de Córdoba. 

## Historia
La congregción de Obreras del Corazón de Jesús, a la que pertenece este templo, fue fundada en 1940 por María Jesús Herruzo Martos, natural de Villanueva de Córdoba, labor en la que estuvo asistida por el sacerdote Pedro Castro Quero, de la Compañía de Jesús. El templo forma parte de un gran conjunto que engloba la Escuela Hogar, el Centro Infantil Juanita Méndez y la residencia de la comunidad de  Obreras del Corazón de Jesús. El exterior del edificio es un conjunto de estilo neobarroco, articulado con ventanas y balcones, en el que se encuentra la portada del templo, que luce en una hornacina situada por encima de la puerta una imagen del Buen Pastor, realizada por Domingo Sánchez Mesa. La iglesia del Dulce Nombre de Jesús es la sede de la Hermandad Sacramental y de Penitencia de Jesús Cautivo y Nuestra Señora del Dulce Nombre, "Virgen de la Paz", que desfila en procesión en la Semana Santa jarota, en la noche del Lunes Santo.

## Descripción del templo
La iglesia del Dulce Nombre de Jesús fue diseñada por Carlos Sáenz de Santamaría a mediados de la década de 1950, y es un espacio de estilo neobarroco que cuenta con tres naves y crucero, con coro situado en alto a los pies del templo, y tribunas sobre las naves laterales. El edificio está cubierto con bóvedas baídas adornadas con motivos geométricos. En el crucero se encuentra la cúpula, que cuenta con fajas geométricas pintadas de gris, y óculos. En las pechinas que sostienen la cúpula existen cuatro pinturas que representan a San Pedro, la mies, Cristo en casa de Marta y Cristo con la Samaritana.
Retablos

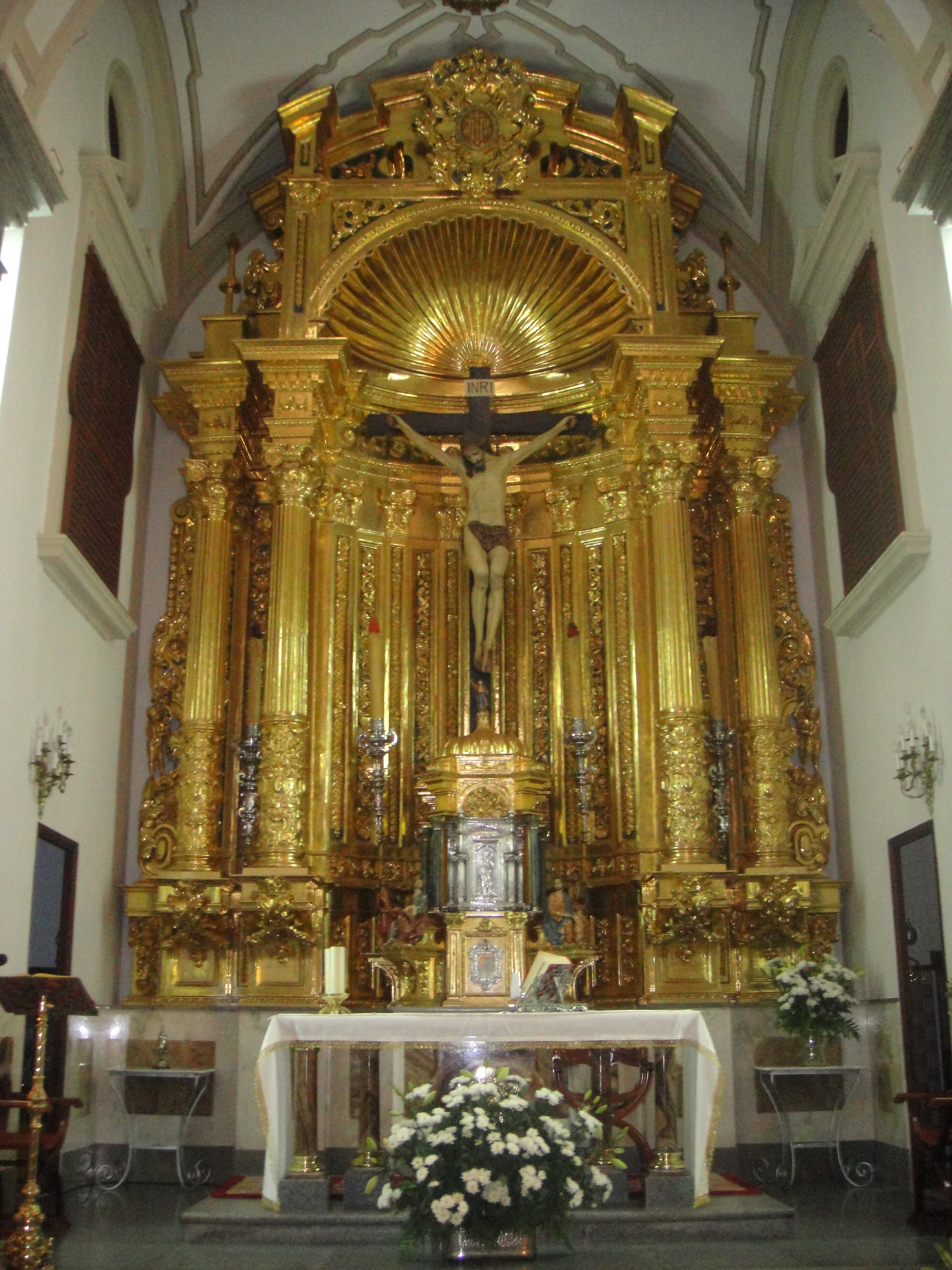
Retablo mayor de la iglesia de las Obreras.

En el presbiterio está colocado un gran retablo de madera dorada y de estilo neobarroco. En su calle central, cóncava, se halla una imagen de Cristo Crucificado tallada en Granada a mediados de la década de 1950 por el escultor Domingo Sánchez Mesa, autor también de los retablos e imaginería que componen la decoración del edificio. El sagrario es de plata y tiene en la puerta una imagen del Buen Pastor. Por debajo puede verse un pergamino en el que se recoge el nombramiento, efectuado en 1957, de la madre fundadora del convento como hija predilecta de la villa de Villanueva de Córdoba.
En el crucero se disponen cuatro retablos; los situados en los frentes se adornan con las imágenes de la Inmaculada a la izquierda y San José con el Niño a la derecha.A los pies de la misma se encuentra una lápida sepulcral bajo la que descansan los restos de la Hna Juanita Méndez Romero (OCJ) fallecida en 1990, la cual está en proceso de canonización. En los testeros del crucero se disponen dos retablos semejantes presididos por los santos más venerados por la congregación. 
En el retablo de la izquierda se encuentra el Sagrado Corazón de Jesús, flanqueado por San Luis Gonzaga y San Estanislao de Kostka, y en el retablo de la derecha se hallan San Ignacio de Loyola, situado entre San Francisco Javier y San Francisco de Borja, todos ellos pertenecientes a la Compañía de Jesús.
Obras de arte
En la nave izquierda hay dos hornacinas con imágenes de San Cayetano y de Santa Teresa de Jesús y a los pies de la misma se encuentran, protegidas por una verja que las aísla del resto del templo, dos lápidas sepulcrales bajo las que descansan los restos de la fundadora del templo, María Jesús Herruzo, y los del cofundador Padre Pedro Castro. En la nave derecha del templo, colocados en hornacinas situadas en la pared, se encuentran las imágenes del Buen Pastor y de Santa Teresa de Lisieux. 
A los pies del templo, en la nave derecha, se encuentra colocada la urna que contiene la imagen de Cristo Yacente, que perteneció a la fundadora, y que fue tallado por Navas Parejo en la década de 1940. También se encuentran en esta parte del templo una imagen de vestir de Cristo Cautivo, tallado por Navas Parejo en la década de 1940, y la imagen de vestir de Nuestra Señora del Dulce Nombre, Virgen de la Paz, realizada en Sevilla en 1994 por el escultor Santiago Lara.